# Zeynep Elçin
Zeynep Elçin (* 16. Februar 1990 in Gaziantep) ist eine türkische Schauspielerin.

## Leben und Karriere
Elçin wurde am 16. Februar 1990 in Gaziantep geboren. Ihr Debüt gab sie 2016 in Göç Zamanı. Im selben Jahr war sie in der Fernsehserie Rüzgarın Kalbi zu sehen. 2017 bekam sie in der Serie Kırlangıç Fırtınası die Hauptrolle. 
Von 2017 bis 2018 wurde Elçin für die Serie Savaşçı gecastet. Unter anderem trat sie 2019 in Kimse Bilmez auf. Anschließend bekam Elçin 2021 eine Rolle in Mucize Doktor. Ihre nächste Hauptrolle bekam sie 2023 in Demir Kadın: Neslican.

## Filmografie
- 2016: Göç Zamanı
- 2016: Rüzgarın Kalbi
- 2017: Kırlangıç Fırtınası
- 2017–2018: Savaşçı
- 2019: Kimse Bilmez
- 2021: Mucize Doktor
- 2021: Eşkıya Dünyaya Hükümdar Olmaz
- 2023: Demir Kadın: Neslican